# Benediktinerinnenabtei zur Heiligen Maria

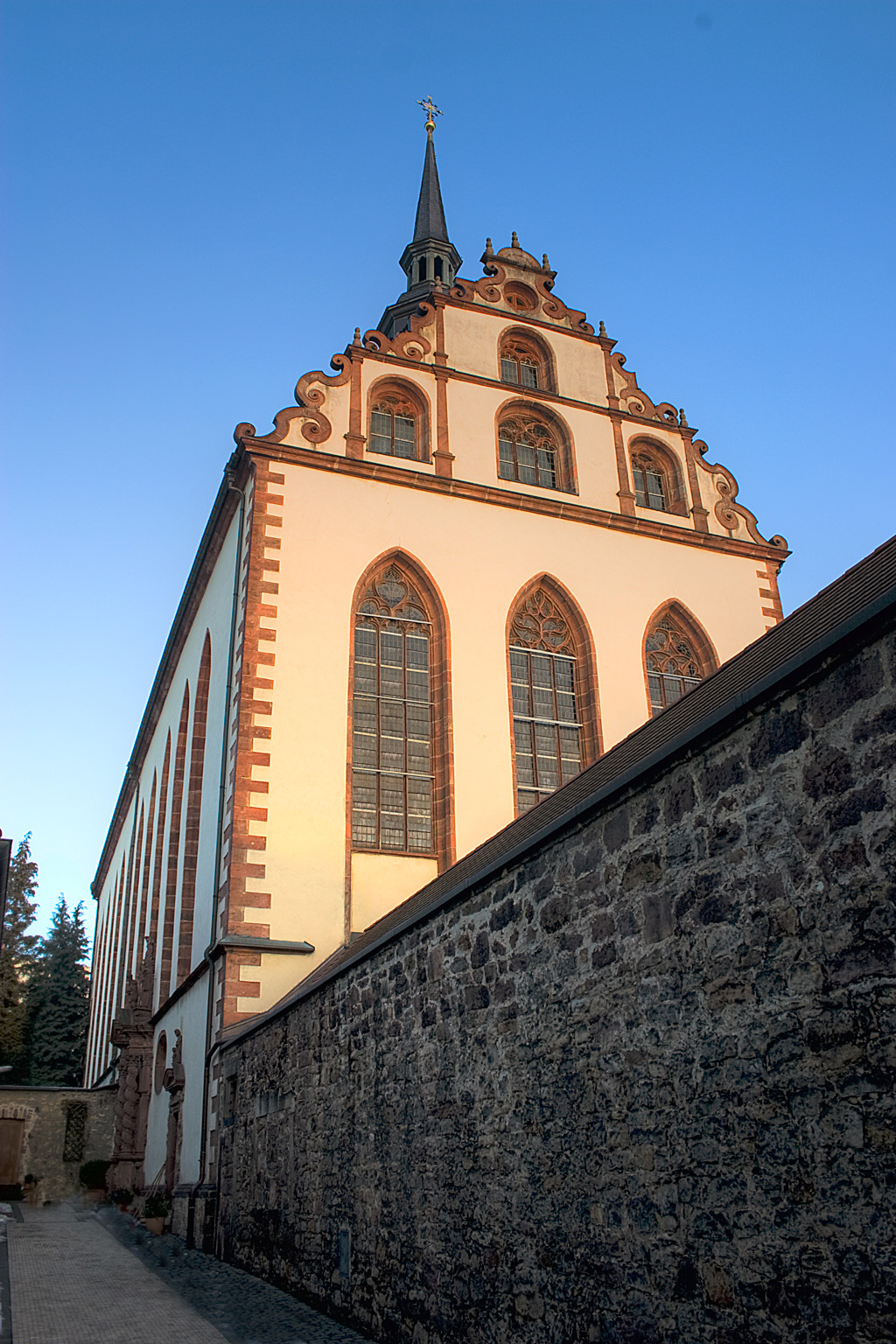
Benediktinerinnenabtei St. Maria

Die Benediktinerinnenabtei zur Heiligen Maria (lat. Abbatia ad Sanctam Mariam Fuldensis) ist ein 1626 gegründetes Kloster der Benediktinerinnen im Stadtzentrum von Fulda. Die Klostergebäude mit Klosterladen stehen in der Nonnengasse 16.
Die Nonnen betreiben mehrere kunsthandwerkliche Werkstätten und einen Klosterladen. Weithin bekannt ist der 2000 m² große Klostergarten, in dem die Nonnen Obst, Gemüse und Kräuter anbauen.

## Geschichte
Die Grundsteinlegung zum Bau der Kirche und des Klosters erfolgte 1626 durch den Fuldaer Fürstabt Johann Bernhard Schenk zu Schweinsberg. Das Kloster wurde 1631 mit vier Benediktinerinnen aus der Abtei Kühbach bei Augsburg besetzt. Erste Priorin war ab 1631 Salome von Pflaumern. Die Anfangsjahrzehnte waren wegen des Dreißigjährigen Krieges von großer Not geprägt; die Schwestern mussten mehrmals vor feindlichen Truppen fliehen, das Kloster wurde wieder und wieder geplündert. Es blieb bis zu dessen Säkularisation im Jahre 1802 abhängig vom Hochstift Fulda.
Das Kloster konnte der drohenden Säkularisation 1804 durch die Übernahme einer Mädchenschule entgehen. Während des Kulturkampfs mussten die Schwestern 1875 ins französische Exil gehen. Nach ihrer Rückkehr 1887 wurde das Kloster 1898 von Papst Leo XIII. zur Abtei erhoben.
In der Zeit des Nationalsozialismus in 1942 konnte die erneute Vertreibung der Schwestern verhindert werden, indem ein Teil der Gebäude der Wehrmacht zur Verfügung gestellt und später Ausgebombte und Kriegsflüchtlinge des Zweiten Weltkrieges in den Klostermauern aufgenommen wurden. Durch einen Bombeneinschlag in 1944 wurden die Dächer und Fenster zerstört. In den 1950er Jahren wurden neue Fenster eingebaut und das Kircheninnere zeitgemäß erneuert.
Nach einer langen Phase der Annäherung an die Beuroner Kongregation wurde die Abtei schließlich unter Äbtissin Maria Wegener (1978–1997; † 2021) im Jahr 1982 in die Kongregation aufgenommen. In den Jahren 2006/2007 wurden Einrichtungen sowie Konventgebäude gründlich saniert und am 28. Juni 2007 das neuerbaute Haus St. Lukas eingeweiht. Seit dem Jahr 2000 leitet Äbtissin Benedikta Krantz (zuvor seit 1997 schon Priorin-Administratorin) das Kloster.

## Klosterkirche
Die in den Jahren von 1629 bis 1631 erbaute Klosterkirche – im Volksmund „Nonnenkirche“ genannt – wurde in den Formen der Spätgotik und Renaissance errichtet und hat eine markante Westfassade, die durch große Spitzbogenfenster und einen Renaissancegiebel geprägt ist. Lioba Munz OSB, die von 1934 bis zu ihrem Tod 1997 Nonne der Abtei war, gestaltete den Emaille-Altar in der Chorapsis, das Triumphkreuz und den rechten Seitenaltar. Außerdem entwarf sie die Glasfenster.

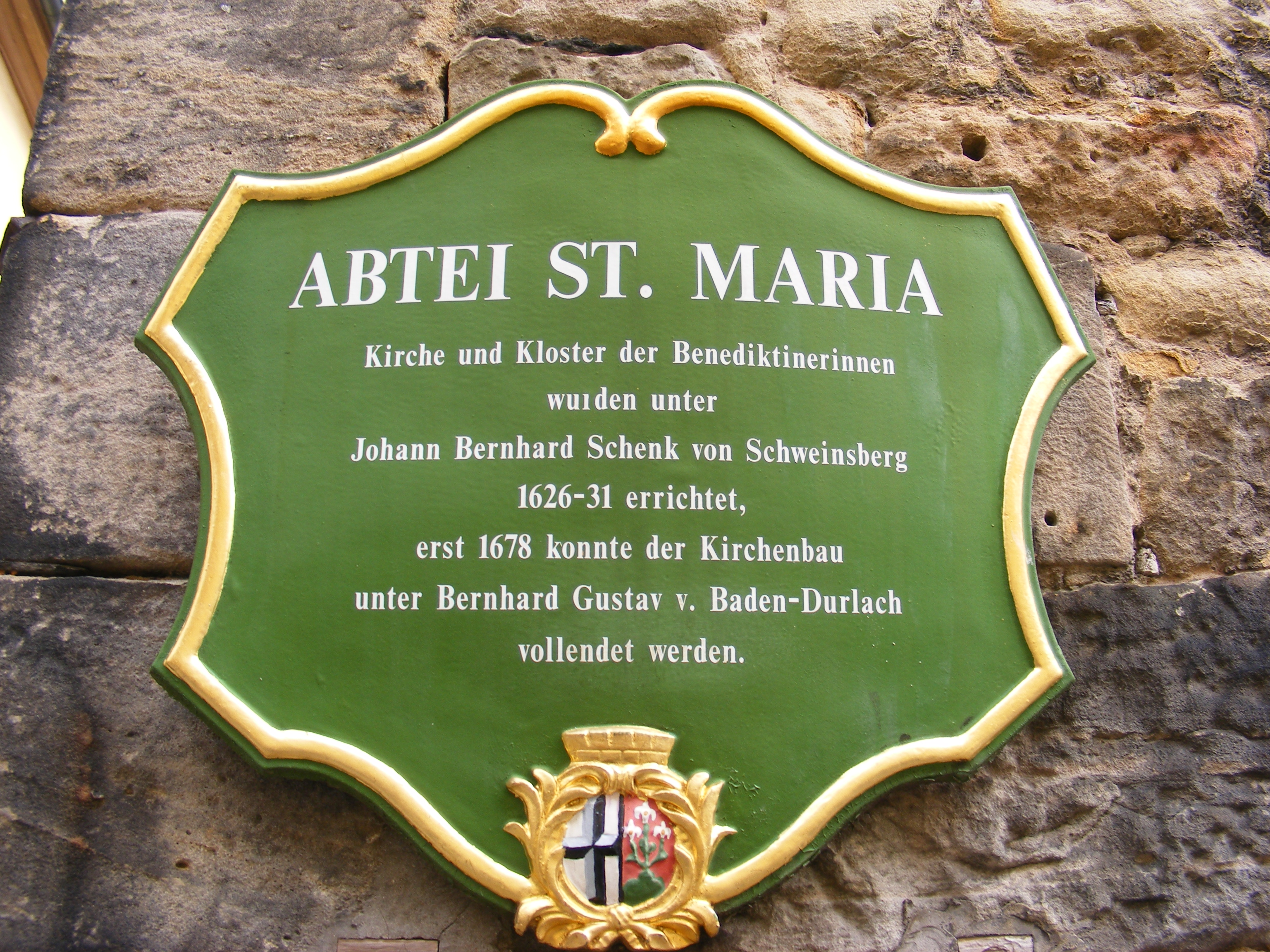
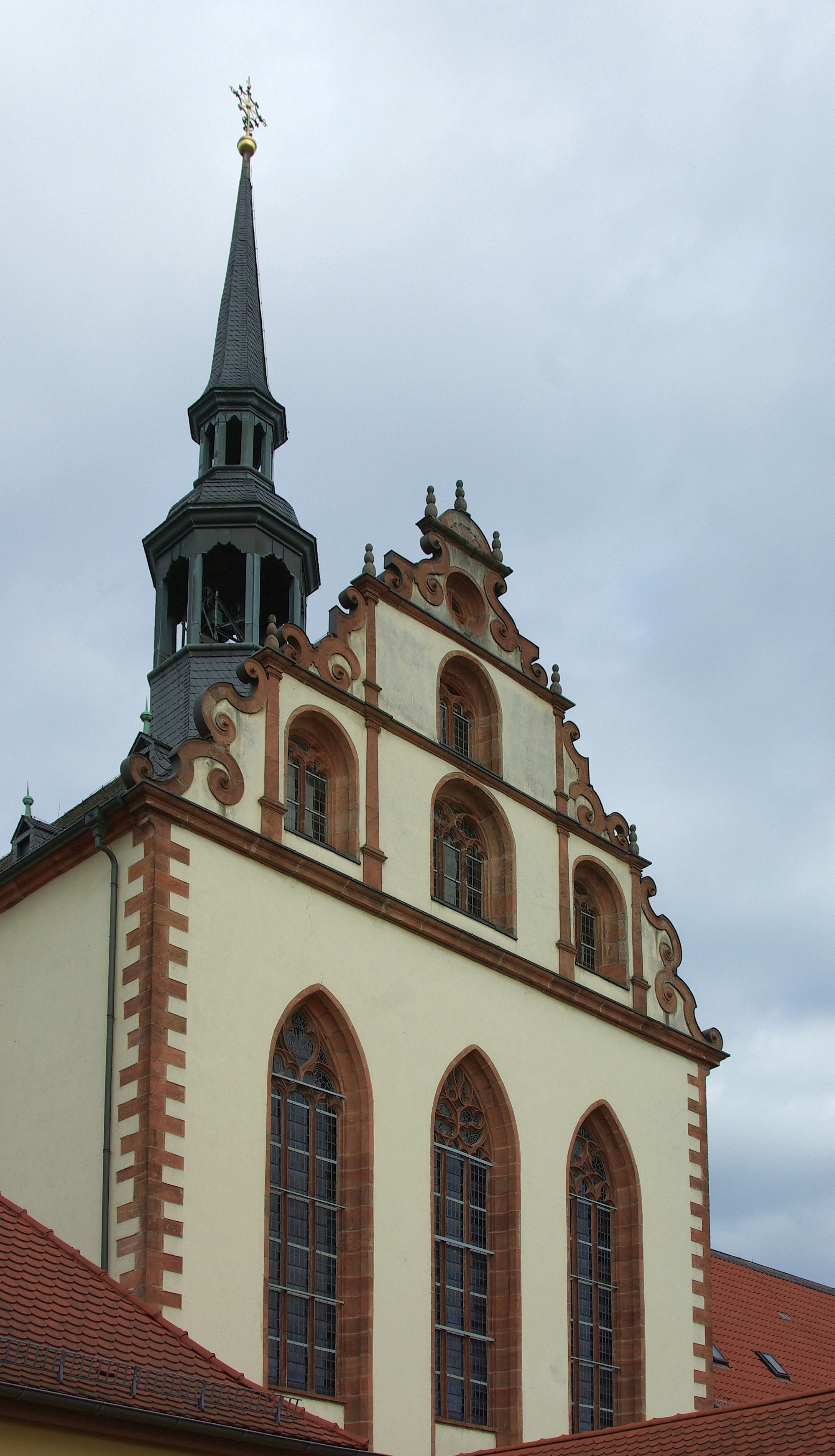
Westansicht der Abtei
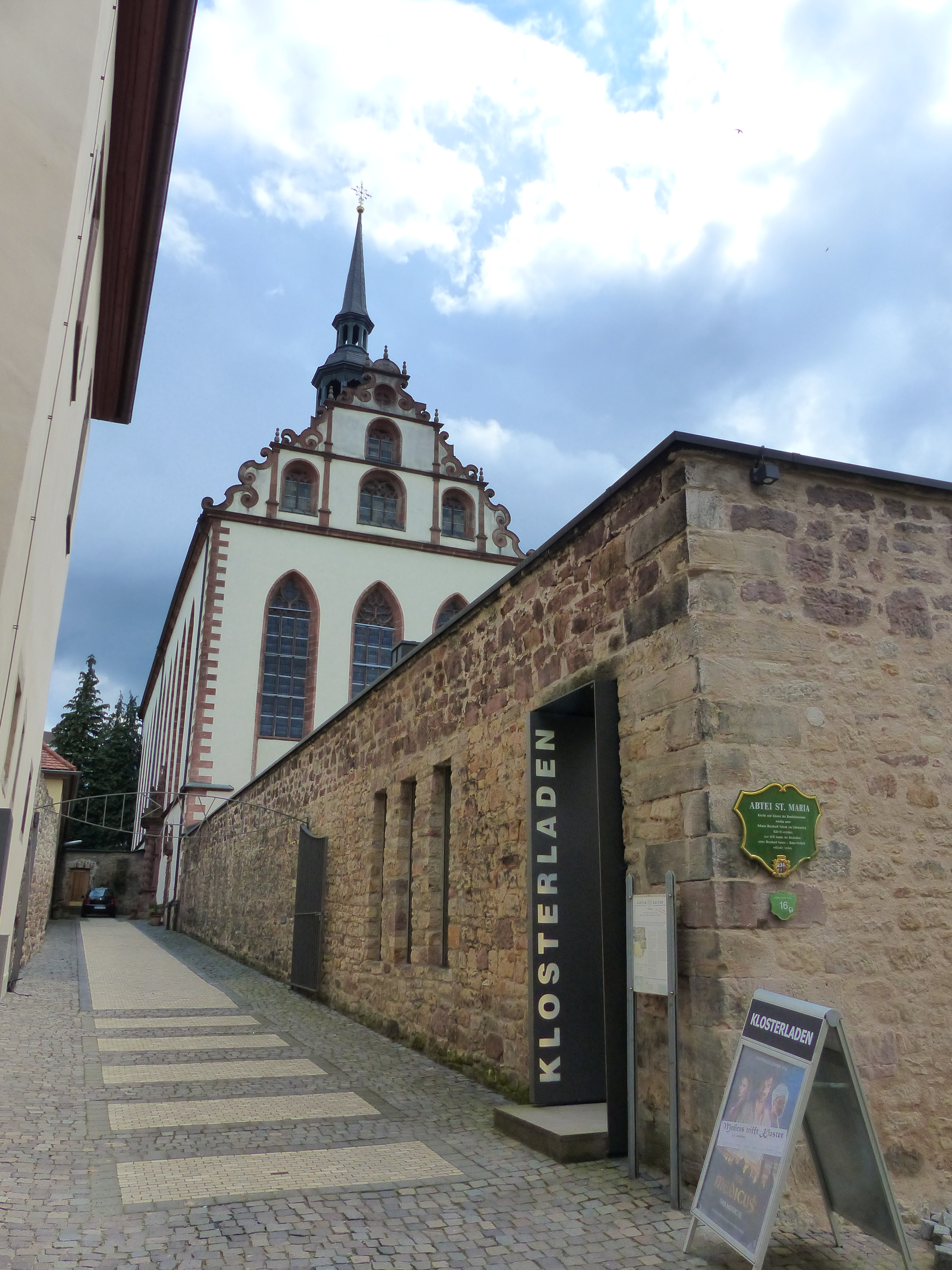
Klosterladen der Abtei
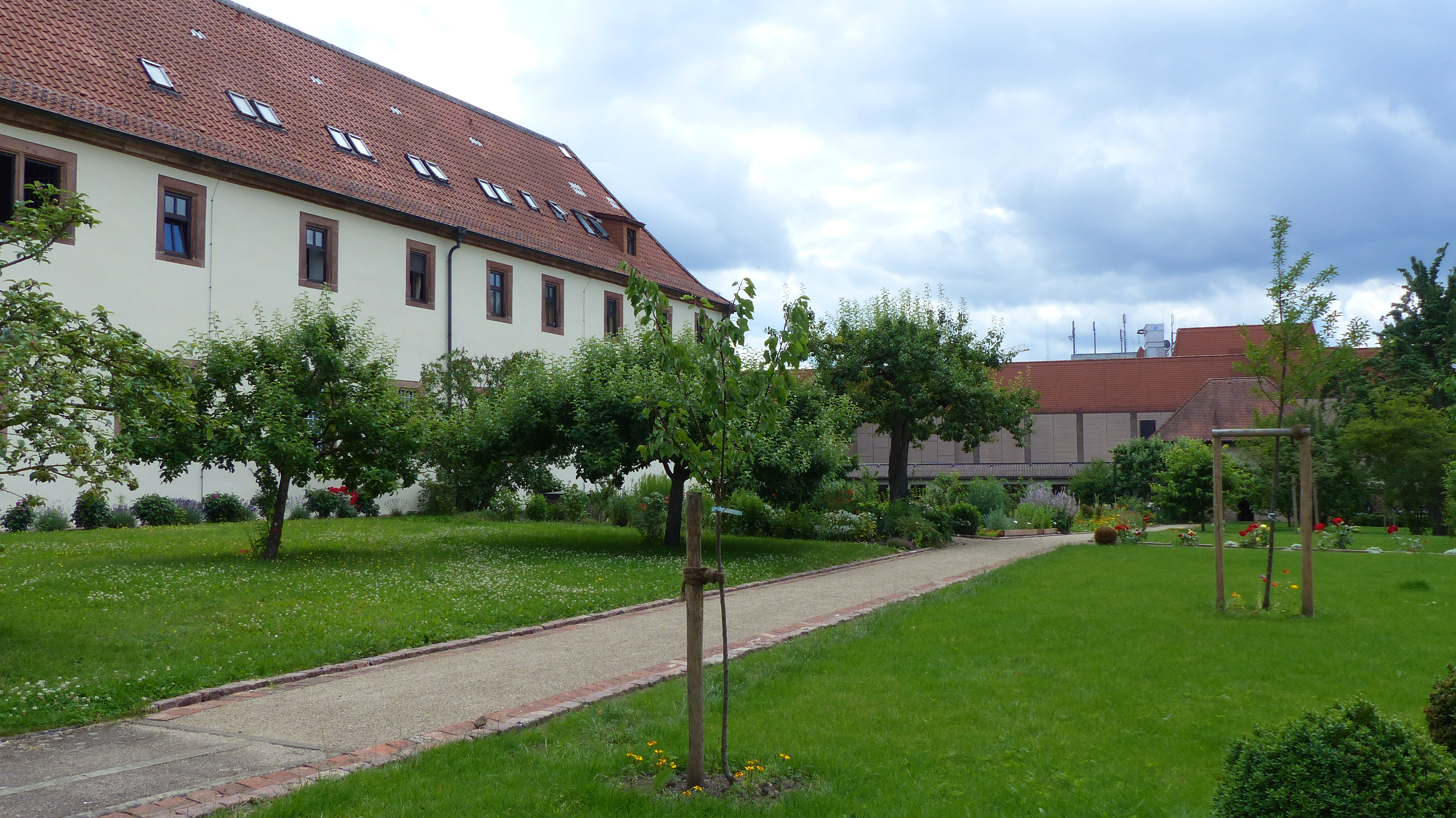
Klostergarten der Abtei
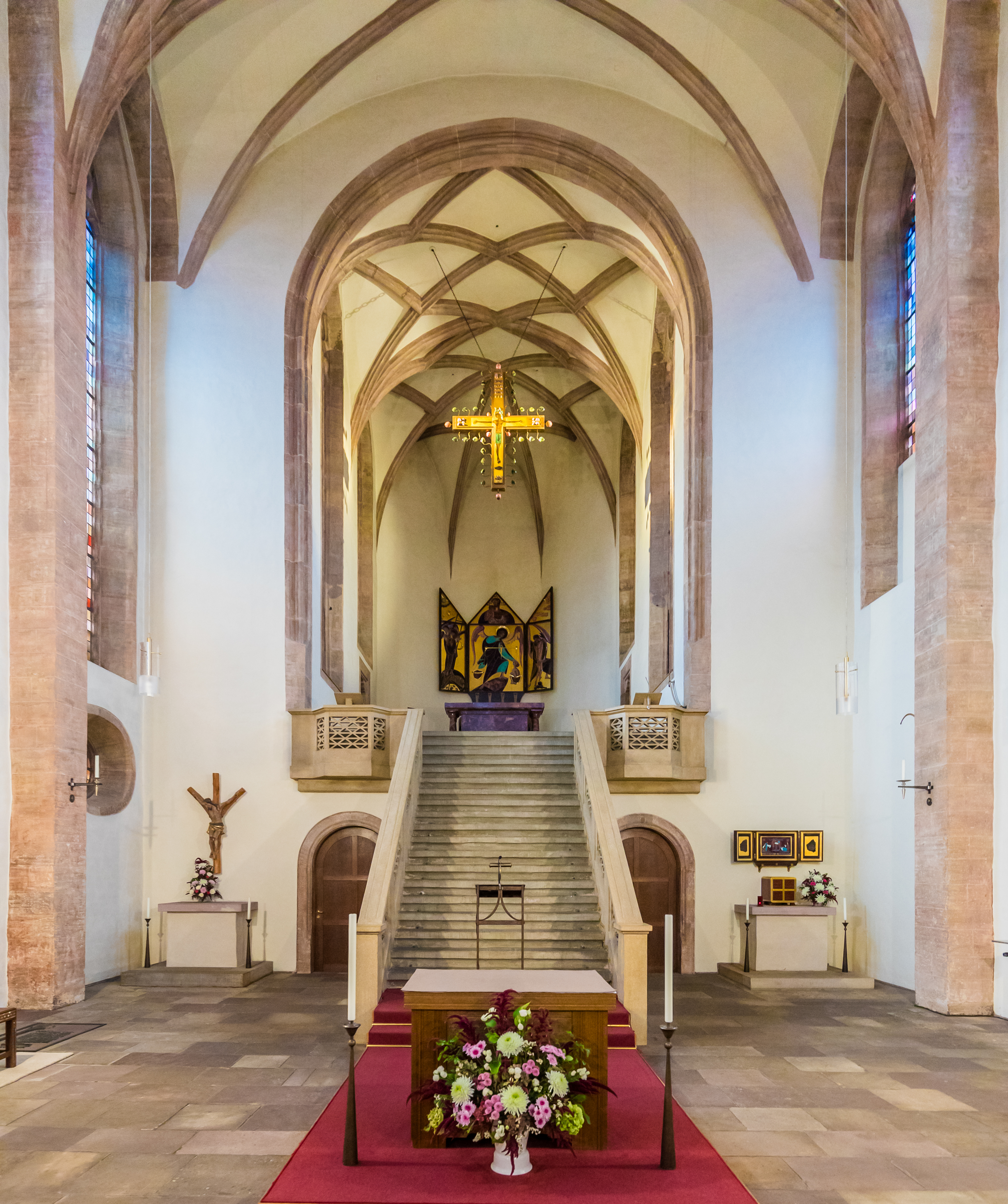
Altarraum
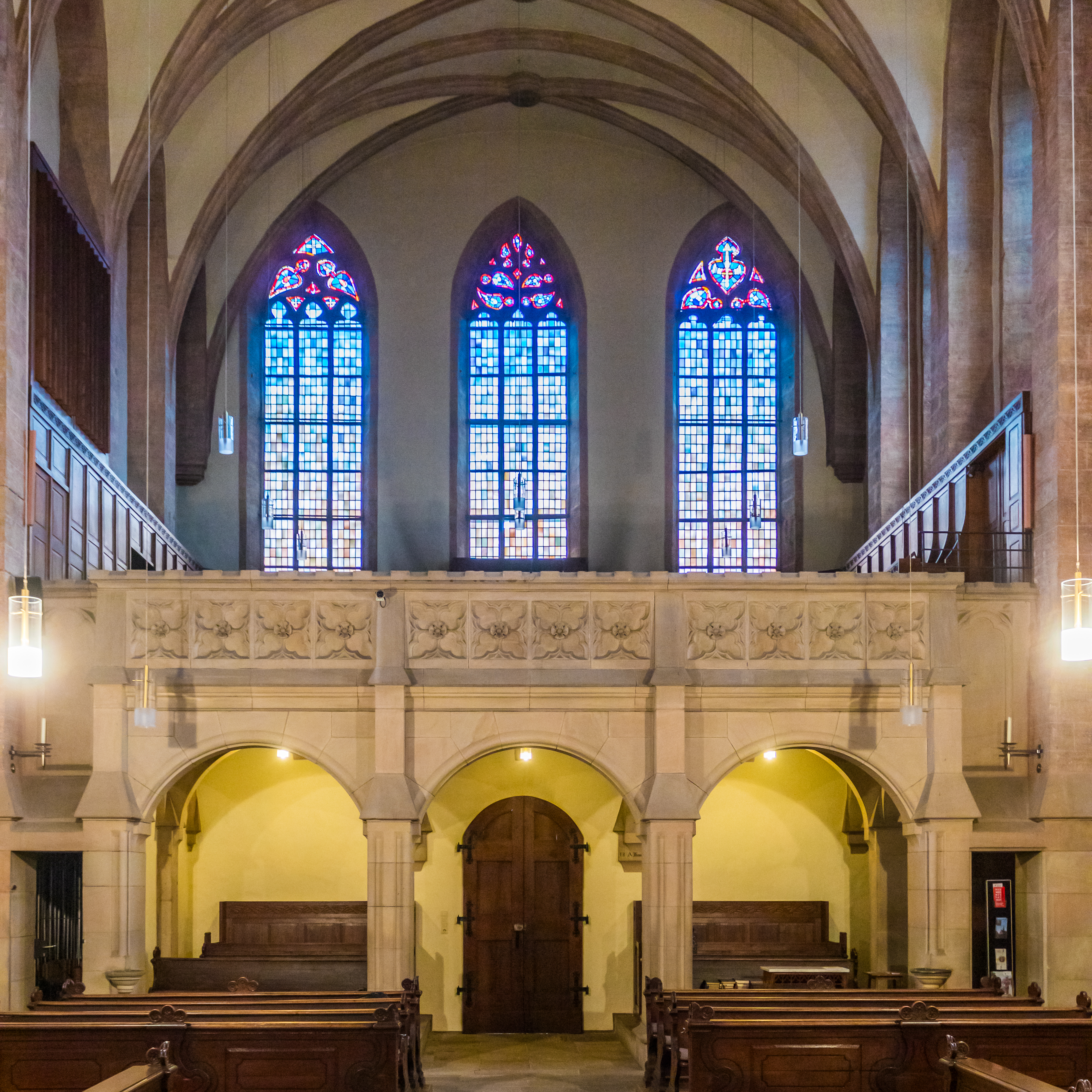
Empore

### Orgel
Die Orgel der Klosterkirche wurde 1910 von Martin Joseph Schlimbach aus Würzburg erbaut. 1928 wurde das Werk durch die Firma Gebr. Späth geringfügig erweitert. Das Instrument hat eine pneumatische Kegelladen-Traktur und verfügt über folgende Disposition:
| I Hauptwerk C–f3 |       |
| Bordun           | 16′   |
| Prinzipal        | 8′    |
| Gedackt          | 8′    |
| Flauto           | 8′    |
| Gemshorn         | 8′    |
| Dolce            | 8′    |
| Oktave           | 4′    |
| Hohlflöte        | 4′    |
| Cornett IV       | 4′    |
| Mixtur IV-V      | 2 ⁄3′ |

| II Nebenwerk C–f3 |       |
| Geigenprinzipal   | 8′    |
| Gedackt           | 8′    |
| Fernflöte         | 8′    |
| Flöte             | 4′    |
| Fugara            | 4′    |
| Rohrpfeife        | 2′    |
| Quinte            | 1 ⁄3′ |
| Trompete          | 8′    |

| Pedal C–d1 |     |
| Subbaß     | 16′ |
| Violonbass | 16′ |
| Flötenbass | 16′ |
| Cello      | 8′  |
| Posaune    | 16′ |

- Koppeln: II/I, II/P, I/P, I/P 4', II-I 4', II-I 16', I-4'
- Spielhilfen: Piano, Mezzoforte, Tutti, Auslöser, Freie Kombinationen, Tremolo ab, Zungen ab, Registerschweller.
- Das Manualwerk ist komplett schwellbar.